# 博克斯泉 (加利福尼亞州)
博克斯普林斯（英語：Box Springs）是位於美國加利福尼亞州河濱縣的一個非建制地區。該地的面積和人口皆未知。

## 地理
博克斯普林斯的座標為33°56′48″N 117°17′47″W / 33.94667°N 117.29639°W，而該地的平均海拔高度為469米（即1506英尺）。